# 글루칸

글루칸의 일종인 글리코젠의 구조

글루칸(영어: glucan)은 D-글루코스(D-포도당)가 글리코사이드 결합으로 연결된 다당류이다. 많은 β-글루칸들은 의학적으로 중요하다. 이들은 에키노칸딘 계열의 항진균제에 대한 약물 표적을 나타낸다.

## 유형
다음과 같은 글루칸들이 존재한다. α- 및 β-와 숫자는 O-글리코사이드 결합의 유형을 명확히 한다.

### 알파 (α)
- 덱스트란, α-1,3-가지를 가지고 있는 α-1,6-글루칸
- 홍조녹말, α-1,4-글루칸 및 α-1,6-글루칸
- 글리코젠, α-1,4-글루칸 및 α-1,6-글루칸
- 풀루란, α-1,4-글루칸 및 α-1,6-글루칸
- 녹말, 아밀로스와 아밀로펙틴의 혼합물, α-1,4-글루칸 및 α-1,6-글루칸

### 베타 (β)
- 셀룰로스, β-1,4-글루칸
- 크리솔라미나린, β-1,3-글루칸
- 커들란, β-1,3-글루칸
- 라미나린, β-1,3-글루칸 및 β-1,6-글루칸
- 렌티난, 표고버섯(Lentinus edodes)으로부터 엄격하게 정제된 β-1,6-가지를 가지고 있는 β-1,3-글루칸
- 리케닌, β-1,3-글루칸 및 β-1,4-글루칸
- 오트 베타-글루칸, β-1,3-글루칸 및 β-1,4-글루칸
- 플루란, 느타리버섯(Pleurotus ostreatus)으로부터 분리된 β-1,3-글루칸 및 β-1,6-글루칸
- 지모산, β-1,3-글루칸

## 특성
글루칸의 특성으로는 구강 산/효소에 대한 저항성과 물에 대한 불용성이 있다. 곡물로부터 추출한 글루칸은 용해성과 불용성을 둘 다 갖는 경향이 있다.

## 구조
글루칸은 글루코스 단량체로 구성된 다당류이다. 글루코스 단량체는 글리코사이드 결합으로 연결된다. 1,6-글리코사이드 결합(녹말), 1,4-글리코사이드 결합(셀룰로스), 1,3-글리코사이드 결합(라미나린), 1,2-글리코사이드 결합 글루칸의 4가지 유형의 글루코스 기반의 다당류를 형성하는 것이 가능하다.

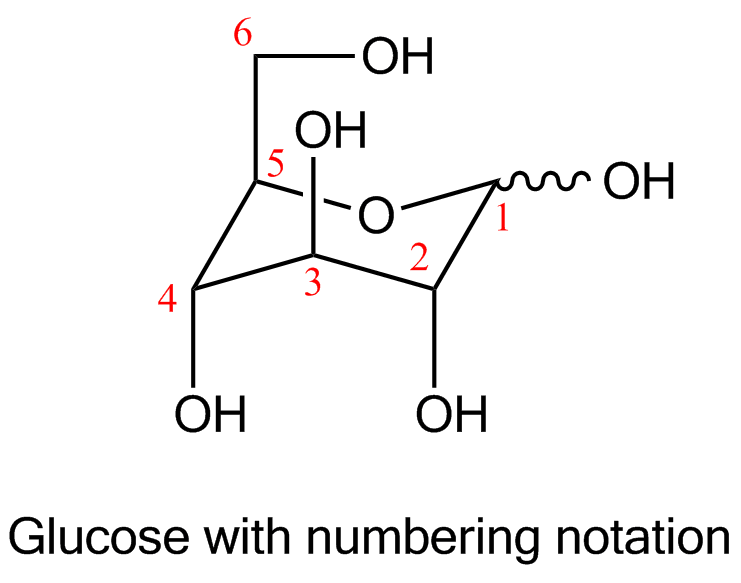
탄소 원자에 번호가 매겨져 있는 포도당의 화학 구조

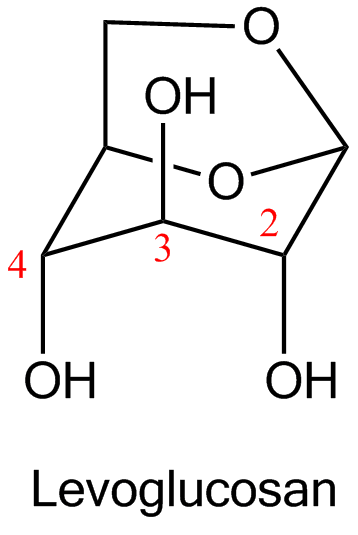
레보글루코산의 화학 구조

레보글루코산 단위로 구성된 주사슬 비가수분해성 선형 중합체의 첫 번째 대표자는 레보글루코산의 2,3-에폭시 유도체(1,6;2,3-다이안하이드로-4-O-알킬-β-D-만노피라노스)의 음이온 중합에 의해 1985년에 합성되었다.

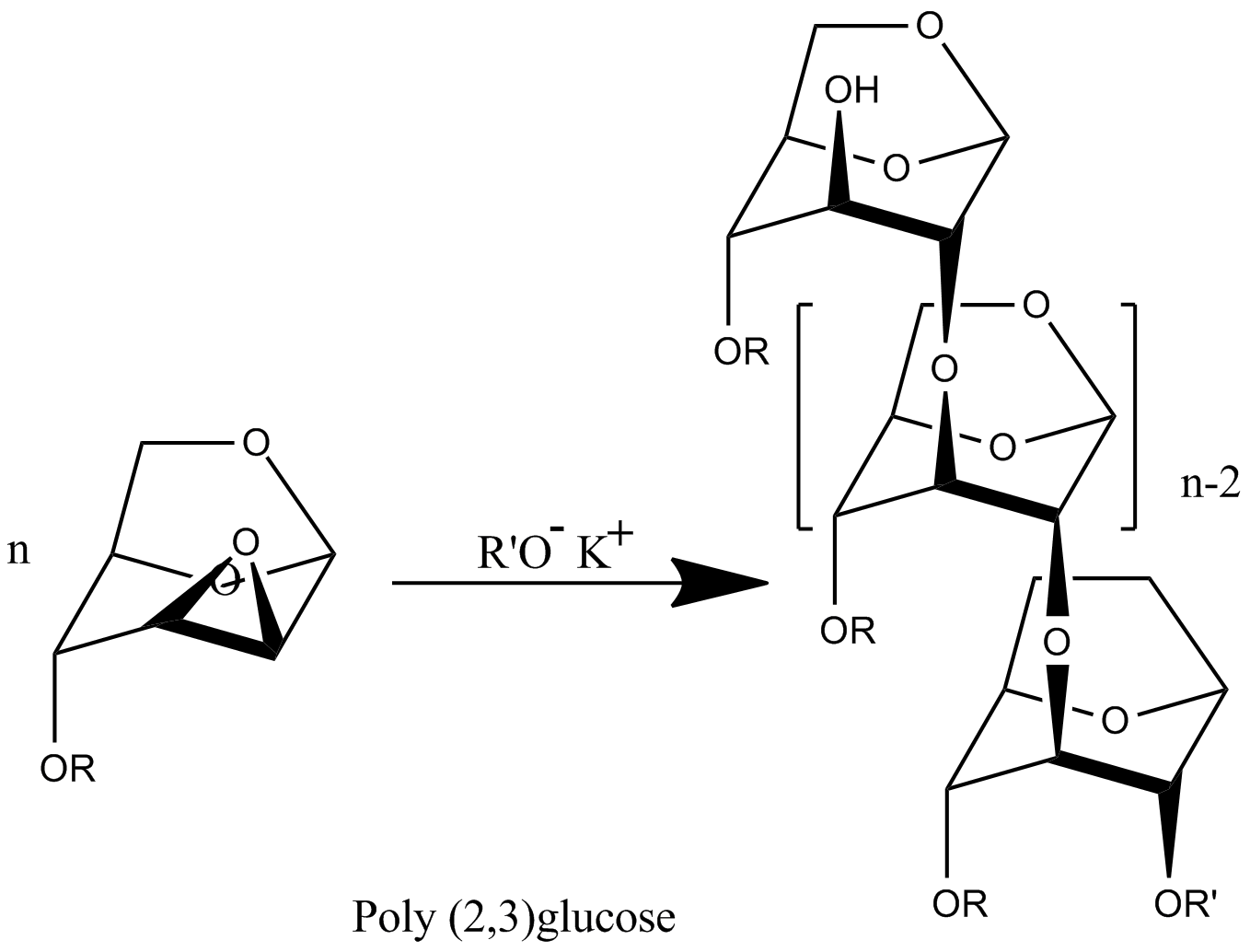
2,3-중합체

라디칼 R이 다른 다양한 고유 단량체를 합성할 수 있다. R= –CH3, –CH2CHCH2, –CH2C6H5인 중합체가 합성되었다. 이들 유도체의 중합 동역학, 분자량 및 분자량 분포를 조사한 결과, 중합이 리빙 중합 시스템의 특징을 가짐을 보여주었다. 이 과정은 개시제에 대한 단량체의 몰비와 동일한 중합도로 중합체 사슬의 종결 및 이동 없이 일어난다. 따라서 상위값 분자량 중합체는 시스템에서 제어할 수 없는 중합체 사슬 종결자의 존재를 결정하는 정제 시스템의 정도만을 결정한다.
폴리(2-3)-D-포도당은 벤질(R= –CH2C6H5) 작용기화 중합체의 변형에 의해 합성되었다.

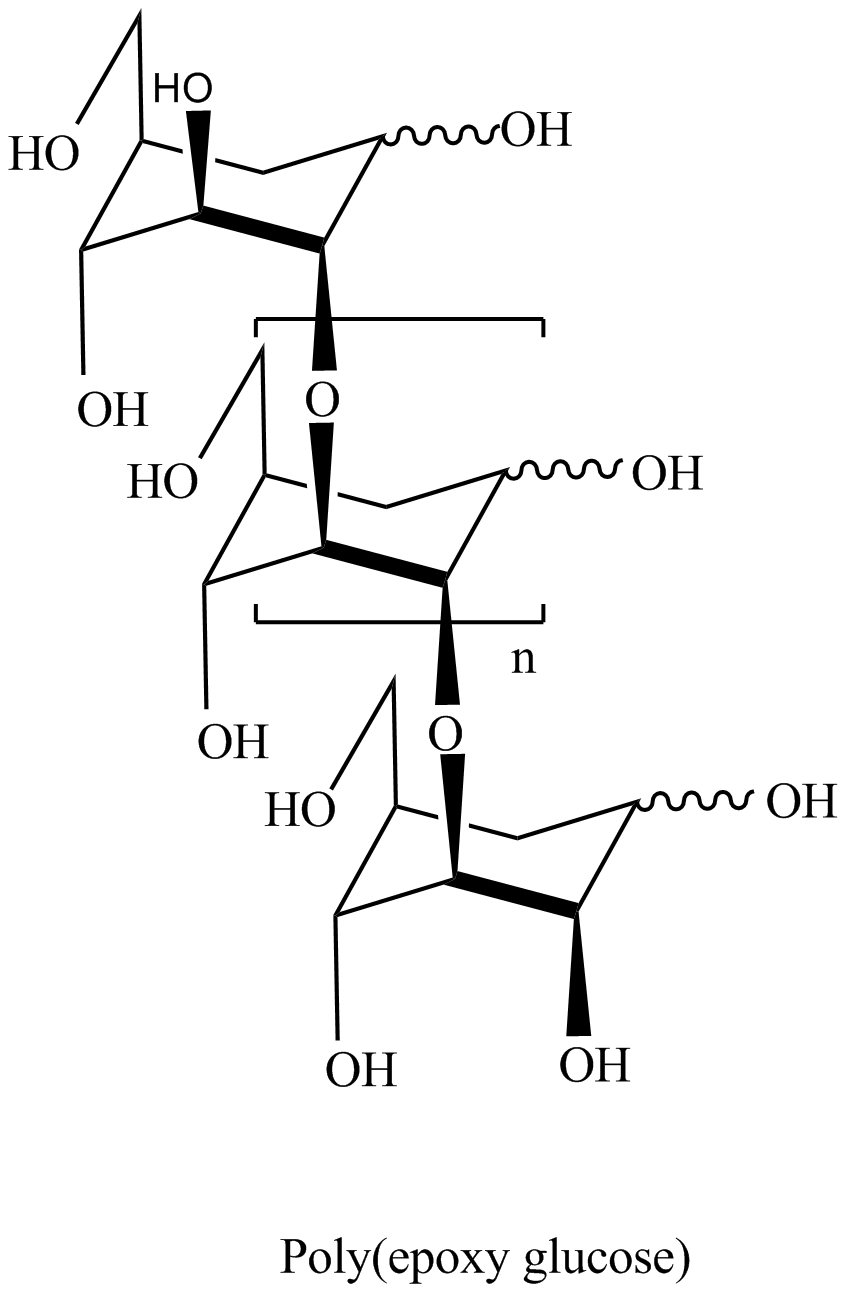
폴리글루코스

3,4-에폭시 레보글루코산(1,6;3,4-다이안하이드로-2-O-알킬-β-D-갈락토피라노스)의 중합은 3,4-결합 레보글루코산 중합체를 형성한다.

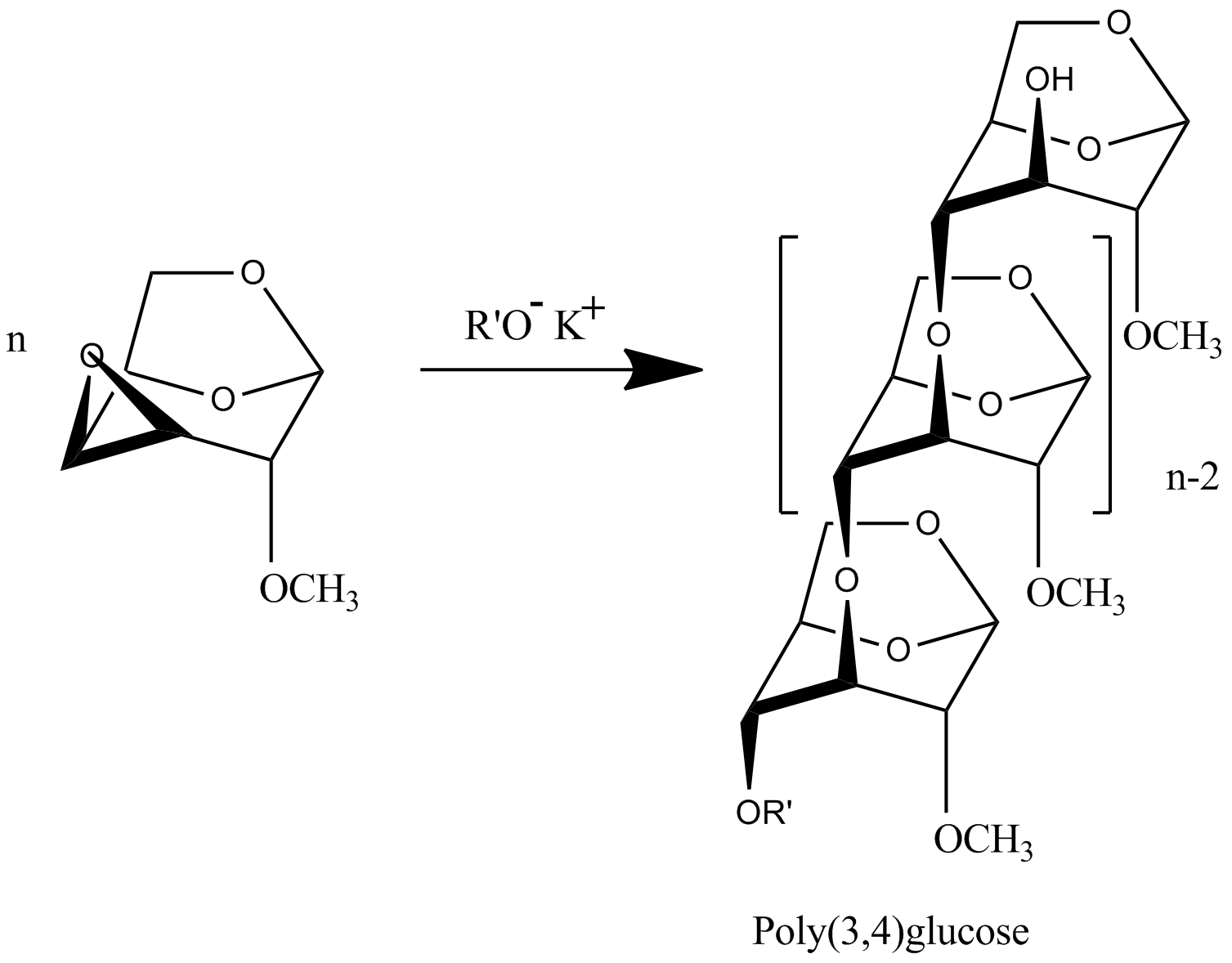
3,4-중합체

중합체 사슬의 모든 단위에 1,6-안하이드로 구조가 존재하기 때문에 연구자들은 매우 흥미로운 생물학적 응용 중합체의 형성과 함께 탄수화물화학의 잘 발달된 방법의 모든 스펙트럼을 적용할 수 있다. 중합체는 주 중합체 사슬에 탄수화물 단위로 구성된 유일하게 알려진 일반 폴리에터이다.

## 기능
글루칸은 다양한 기능들을 수행한다. 세포 내에서 특정 글루칸은 에너지를 저장하고, 세포 구조를 강호하고, 인지 작용을 하고, 병원성 생물체의 병독성을 강화한다.
글리코젠과 녹말은 세포의 에너지 저장을 담당하는 주목할만한 글루칸이다. 보체 수용체 3 또는 CR3 및 CD5 수용체와 같은 면역계의 수용체는 침입하는 세포 표면의 β-글루칸을 인식하고 결합한다.

## 같이 보기
- 글루칸가수분해효소
- 프럭탄
- 갈락탄
- 만난
- 다당류